# 王宗阮
王宗阮（9世纪—10世纪），本名文武坚，唐朝末年僰道土豪，善舞简器，时人号为文大剑。
自称阆州防御使的王建攻西川节度使陈敬瑄，大顺元年（890年）四月，文武坚擒戎州刺史谢承恩，归附王建。王建攻克西川后，于二年（891年）八月改文武坚姓名为王宗阮，王宗阮于是领决胜都知兵马使。后来王建攻东川军，乾宁四年（897年）二月，以王宗阮充开江防送进奉使，率兵七千出三峡，攻泸州，不久破之，杀刺史马敬儒。峡路是以前的东川门户，从此开通，是王宗阮的功劳。王建就命王宗阮知渝州。天复四年（904年）五月，山南东道节度使赵匡凝派水军上三峡攻王建治下的夔州，王宗阮率师还击，赵匡凝败走。六年（906年）初，王宗阮攻归州，获其将韩从实。王宗阮后来病卒。
王宗阮曾路过泸州，方山庙正在赛神，夜半时分，祭祀用的牲畜肠被狗吃了。不久听闻雷震声，有白衣白帽的人升堂处理公务，十几个獠鬼在台阶下跑，抓住一个黄衫者，指责他说：“你不是偷窃祭牲的人吗！”命打他十五下。次早，人们看到狗屁股溃烂血肉模糊，无不为此惊异。